# 15555 Luochihi
15555 Luochihi è un asteroide della fascia principale. Scoperto nel 2000, presenta un'orbita caratterizzata da un semiasse maggiore pari a 2,992055 UA e da un'eccentricità di 0,062140, inclinata di 10,298446° rispetto all'eclittica. Ha un diametro di 6,188 km.